# 리포솜
리포솜((영어: liposome))은 인지질을 수용액에 넣었을 때 생성되는 인지질 이중층이 속이 빈 방울 같은 구조를 이룬 것을 말한다. 리포솜 내부에 약을 넣어 운반할 수 있다. 막을 통해 주변 환경으로부터 물질을 선택적으로 흡수해 크기가 커질 수 있고, 부피가 커지면 작은 리포솜 방울이 형성되어 분리된다. 리포솜의 막을 형성하는 인지질이 세포막의 주요 성분인 점에서 리포솜을 세포막의 기원이라 여기며, 초기의 리포솜이 유전물질을 포획해 생명체로 진화한 것으로 추측된다.
리포솜은 구형의 작은 인공 소포체로, 적어도 하나의 지질 이중층을 가지고 있다. 소수성 및 친수성, 생체 적합성, 입자 크기 및 기타 여러 특성으로 인해 리포솜은 mRNA 백신 및 DNA 백신의 지질 나노 입자와 같은 의약품 및 영양소 투여를 위한 약물 전달 수단으로 사용될 수 있다. 리포솜은 생체막을 파괴하여(초음파 처리 등) 제조할 수 있다.
리포솜은 가장 흔히 인지질, 특히 포스파티딜콜린과 콜레스테롤로 구성되지만 지질 이중층 구조와 호환되는 한 계란이나 포스파티딜에탄올아민에서 발견되는 것과 같은 다른 지질도 포함될 수 있다. 리포솜을 원하는 세포나 조직에 부착하기 위해 표면 리간드를 사용할 수 있다.

## 같이 보기
- 인지질 이중층

1. 1 2 3  Akbarzadeh, A.; Rezaei-Sadabady, R.; Davaran, S.; Joo, S. W.; Zarghami, N.; Hanifehpour, Y.; Samiei, M.; Kouhi, M.; Nejati-Koshki, K. (2013년 2월 22일). “Liposome: classification, preparation, and applications”. 《Nanoscale Research Letters》 8 (1): 102. Bibcode:2013NRL.....8..102A. doi:10.1186/1556-276X-8-102. ISSN 1931-7573. PMC 3599573. PMID 23432972.
2. ↑  “Cell Membranes - Kimball's Biology Pages”. 2002년 8월 16일. 2009년 1월 25일에 원본 문서에서 보존된 문서.
3. ↑  Mashaghi S., et al. Lipid Nanotechnology. Int J Mol Sci. 2013 Feb; 14(2): 4242–4282.
4. ↑  Cevc, G (1993). “Rational design of new product candidates: the next generation of highly deformable bilayer vesicles for noninvasive, targeted therapy.”. 《Journal of Controlled Release》 160 (2): 135–146. doi:10.1016/j.jconrel.2012.01.005. PMID 22266051.